# Gunnar Dedio
Gunnar Dedio (* 16. November 1969 in Rostock) ist ein deutscher Filmproduzent und Medienunternehmer. Er ist Gründer und Geschäftsführer der Filmproduktionsfirma LOOKSfilm. 2019 übernahm er das Archiv von Progress Film. Er ist sächsischer Kultursenator und sitzt im Aufsichtsrat der 2024 neu gegründeten Filmakademie Sachsen in Görlitz.

## Leben
Gunnar Dedio wuchs in Rostock auf und besuchte dort die 35. POS Albin Köbis sowie die Herder Oberschule, die intensiv Russisch, Englisch und Französisch lehrten. Als langjähriger Schüler Peter Heidrichs genoss Dedio eine weltoffene Erziehung und interessierte sich schon früh für Psychologie und Geschichte. Nach dem Mauerfall zog es Dedio nach Frankreich, dort studierte er Moderne Literaturwissenschaften an der Universität Avignon. Während dieser Zeit begegnete er 1992 Fernand Meyssonnier, dem letzten Henker Frankreichs. Fasziniert von dessen Geschichte entstand der Dokumentarfilm Henker – Der Tod hat ein Gesicht (2001) sowie das Buch Die letzten Henker (2002).
Dedio, während seines Studiums zunächst für deutsche Zeitungsverlage tätig, gründete 1994 einen eigenen Zeitungsverlag, sowie 1995 die Filmproduktionsfirma LOOKSfilm in Rostock. Mittlerweile ist LOOKSfilm in Leipzig, Berlin und Hannover vertreten und produziert Serien und Spielfilme für VoD-Plattformen, Kino und das Fernsehen.
Parallel zu seiner Arbeit als Produzent und Geschäftsführer führte Dedio sein Executive Training an die INSEAD und ans IMD. An der INSEAD studierte er bei Manfred F.R. Kets de Vries, Roger Lehman und Eric van der Loo und absolvierte 2016 den Executive Master in Consulting and Coaching for Change (EMCCC Wave 21).
An der Hochschule Hannover im Masterstudiengang Fernsehjournalismus, der Hochschule Mittweida und anderen Universitäten lehrt Dedio regelmäßig Filmproduktion.

## Produzent
Mit seiner Produktionsfirma LOOKSfilm ist Dedio auf internationale Koproduktionen zu historischen Themen spezialisiert. Er arbeitete von Anfang an eng mit den französischen Sendern Arte, Les Films d‘Ici, Teleimages, Lagardère, ZADIG und weiteren französischen Sendern und Produzenten zusammen.
2008 etablierte seine Produktionsfirma eine eigene Archivabteilung, die neben Recherche und Rechtehandel von 2011 bis 2016 für den Vertrieb von British Pathé zuständig war.
International bekannt wurde Dedio mit der Dokuserie Damals in der DDR (2004), für die er 2005 unter anderem den Adolf-Grimme-Preis erhielt.
2011 produzierte LOOKSfilm die von Dedio und Regisseur Jan Peter entwickelte dokumentarische Dramaserie 14 – Tagebücher des Ersten Weltkriegs (2014). Sie ist die erste deutsche Serie, für die Netflix US die Lizenzrechte erwarb. Dedio initiierte bei dieser Serienproduktion zudem eine multimediale Kooperation mit Museen, Verlagen und Onlinemedien.
2014 produzierte Dedio die erste historische Dokuserie über den Ersten Weltkrieg für Kinder Kleine Hände im Großen Krieg (2014), deren Fortsetzung Der Krieg und ich (2019) mit dem Goldenen Spatzen 2018 ausgezeichnet wurde.
Krieg der Träume (2018), die Fortsetzung von 14-Tagebücher des Ersten Weltkriegs, wurde ebenfalls von Dedio und Jan Peter entwickelt und federführend von LOOKSfilm produziert. Die Serie über die Zwischenkriegszeit entstand in Zusammenarbeit mit 23 internationalen Sendern und wurde im September 2018 auf Arte erstausgestrahlt. Sie war Bestandteil des transnationalen Projekts Clash of Futures, welches sich international und medienübergreifend der Zwischenkriegszeit widmete. Vom Rolling Stone wurde die Serie im Dezember 2018 unter die Top Ten der beliebtesten deutschen Serien aller Zeiten gewählt.
Seit 2010 produziert Dedio neben Dokumentationen auch Spielfilme, wie beispielsweise die mehrfach ausgezeichneten Koproduktionen Michael Kohlhaas (2013) mit Mads Mikkelsen und Bruno Ganz, Licht (2017) mit Maria Dragus und Devid Striesow und Die Sanfte von Sergei Loznitsa.
The Cuba Libre Story (2016), Age of Tanks (2017) Bobby Kennedy for President (2018), Colonia Dignidad: Eine deutsche Sekte in Chile und Dig Deeper: Das Verschwinden von Birgit Meier sind weitere Produktionen und Koproduktionen von Dedio in Zusammenarbeit mit Netflix.

## Soziales Engagement
Zusammen mit der AWO Rostock, Prof. Henning Wode und dem Institut français rief Dedio 1995 die den auf dem Prinzip der Immersion beruhenden zweisprachigen Kindergarten Rappelkiste mit dem Ziel ins Leben, Mehrsprachigkeit und alternative Perspektiven bereits im Kindesalter zu fördern.
Von 1998 bis 2008 engagierte sich Dedio in Kooperation mit der GTZ und dem DED im Bereich der Entwicklungszusammenarbeit. Im Auftrag der GTZ produzierte Dedio in Peru eine Dokumentation über Lösungsansätze im Bereich der Trinkwasserversorgung. In Zusammenarbeit mit der GTZ in Botswana leitete Dedio ein mehrjähriges Ausbildungsprogramm für Mediengestalter in Gaborone. In Kooperation mit dem DED führte Dedio eine Social Marketing Kampagne für HIV Awareness in Tansania mit Hilfe von vor Ort produzierten TV-Spots durch.

## Filmografie
- 2001: Henker – Der Tod hat ein Gesicht (Dokumentarfilm, Regie: Jens Becker)
- 2003: Genesis II et l’homme créa la nature (Dokumentarserie, Regie: Frédéric Lepage)
- 2003: Schachmatt (Dokumentarfilm, Gewinner des Romy: „Spezialpreis der Jury“)
- 2004: Damals in der DDR (Dokumentarserie, ausgezeichnet mit dem Grimme-Preis 2005)
- 2004: Von den Sockeln (Dokumentarfilmreihe, Regie u. a. Piotr Trzaskalski, Alice Nellis, Peter Kerekes, Ferenc Török)
- 2006: Napoleon und die Deutschen (Dokumentarserie)
- 2007: Damals nach dem Krieg (Dokumentarserie)
- 2007: Hitler & Mussolini (Dokumentarfilm)
- 2008: Damals in Ostpreußen (Dokumentarserie)
- 2008: Hitler & Stalin – Porträt einer Feindschaft (Dokumentarfilm)
- 2008: Unterwegs in Amerika (Dokumentarserie)
- 2008: Von Haien und Menschen (Dokumentarserie, Regie: Dirk Steffens)
- 2009: Ein Traum in Erdbeerfolie – Comrade Couture (Dokumentarfilm)
- 2010: Molotow (Dokumentarfilm, Regie: Ullrich H. Kasten)[29]
- 2010: Damals nach der DDR (Dokumentarserie)
- 2010: Die Wilde Farm (Kinodokumentation)
- 2010: Mein Germany (Dokumentation)
- 2010: Unterwegs im Süden Afrikas (Dokumentarserie)
- 2011: Churchills Verrat an Polen (Dokumentation)
- 2011: Geheimsache Mauer – Die Geschichte einer deutschen Grenze (Dokumentarfilm)
- 2012: Hindenburg – Der Mann, der Hitler zur Macht verhalf (Dokumentarfilm, Regie: Christoph Weinert)[30]
- 2012: Lenin – Drama eines Diktators (Dokumentarfilm, Regie: Ullrich Kasten)[31]
- 2013: Michael Kohlhaas (Kinospielfilm, Regie: Arnaud des Pallières), ausgezeichnet mit dem César 2014 für Beste Musik und Bester Ton
- 2013: Faszination Feuerwerk (Dokumentation)
- 2013: Michel Petrucciani – Body and Soul (Kinodokumentation, Regie: Michael Radford)
- 2013: Der letzte Tanz des Kaisers (Dokumentation, Autor: Daniel Schönpflug, Regie: Florian Huber)[32]
- 2014: 14 – Tagebücher des Ersten Weltkriegs (dokumentarische Dramaserie, Regie: Jan Peter)
- 2014: Kleine Hände im Großen Krieg (Dramaserie für Kinder, Regie: Matthias Zirzow)
- 2014: Im Krieg (3D Kinodokumentarfilm, Regie: Niko Vialkowitsch)
- 2014: Die Wahrheit über den Holocaust (dokumentarische Serie, Regie: William Karel)[33]
- 2015: Erich Mielke – Meister der Angst (Dokumentarfilm, Regie: Jens Becker, Maarten van der Duin)
- 2016: Geheimes Kuba (Dokumentarische Serie, Regie/Autoren: Emmanuel Amara, Kai Christiansen, Florian Dedio)
- 2016: Mein Freund Rockefeller (Dokumentarfilm, Regie/Autorin: Steffi Kammerer)
- 2017: Die Sanfte (Kinospielfilm, Regie: Sergei Loznitsa), im Hauptwettbewerb der Internationalen Filmfestspiele von Cannes 2017
- 2017: Der Traum von der Neuen Welt (vierteilige dokumentarische Dramaserie, Regie: Kai Christiansen)
- 2017: Kollwitz – Ein Leben in Leidenschaft (Dokumentation, Regie: Henrike Sandner, Yury Winterberg)
- 2017: Licht (Kinospielfilm, Regie: Barbara Albert)
- 2017: Panzer! (Dokumentarische Serie, Regie: Florian Dedio)
- 2018: Bobby Kennedy for President (Dokumentarfilm, Regie: Dawn Porter)
- 2018: Die Eiserne Zeit – Lieben und Sterben im Dreißigjährigen Krieg (Dokumentarische Dramaserie, Regie: Philippe Bérenger)
- 2018: Krieg der Träume (Dokumentarische Dramaserie, Regie: Jan Peter)
- 2019: Der Krieg und ich (Geschichtsmehrteiler für Kinder und Jugendliche, Regie: Matthias Zirzow)
- 2020: Colonia Dignidad. Aus dem Innern einer deutschen Sekte (Dokumentarserie, Regie: Annette Baumeister, Wilfried Huismann)
- 2020: Afghanistan. Das verwundete Land (Dokumentarische Serie, Regie: Marcel Mettelsiefen, Mayte Carrasco)
- 2020: Vertreibung. Odsun. Das Sudetenland (Dokumentarfilm, Regie: Matthias Schmidt)
- 2021: Strawalde. Ein Leben in Bildern (Dokumentarfilm, Regie: Johannes Blume)
- 2021: Jahrhundertbauwerk Trasse – Wie das russische Erdgas in den Westen kam (Dokumentarfilm, Regie: Matthias Schmidt)
- 2021: Krieg in Europa – Das Ukraine-Drama (zweiteiliger Dokumentarfilm, Regie: Claire Walding)
- 2021: Colonia Dignidad. Eine deutsche Sekte in Chile (dokumentarische Drama-Serie in Zusammenarbeit mit Netflix, Regie: Wilfried Huismann, Annette Baumeister)
- 2021: Dig Deeper – Das Verschwinden von Birgit Meier (True-Crime-Serie, Regie: Nicolas Steiner)
- 2022: Luftkrieg – Die Naturgeschichte der Zerstörung (Kino-Dokumentarfilm, Regie: Sergei Loznitsa, Special Screening der Internationalen Filmfestspiele von Cannes 2022[34])
- 2022: Tod und Spiele. München '72 (dokumentarische Serie, Regie: Bence Máté, Lucio Mollica)
- 2022: Die Queen. Schicksalsjahre einer Königin (dokumentarische Serie, Regie: Claire Walding)[35]
- 2023: Stimmen aus dem Krieg. Ukraine 2022 (Dokumentarfilm, Regie: David Belton)
- Tschernobyl. Die Katastrophe (dokumentarische Serie, Regie: Dirk Schneider, Ariane Riecker)[36]
- 2023: Charles. Schicksalsjahre eines Königs (dokumentarische Serie, Regie: Claire Walding)
- 2023: Mein Traum. Meine Geschichte (Serie, Regie: Marco Gadge)[37]
- 2024: Blackbox Ukraine. Kampf um die Geschichte (Dokumentarfilm, Regie: Andreas Fauser, Dirk Schneider)[38]
- 2024: Angela Merkel. Schicksalsjahre einer Kanzlerin (dokumentarische Serie, Regie: Tim Evers)
- 2024: Harry. Schicksalsjahre eines Prinzen (dokumentarische Serie, Regie: Claire Walding)
- 2024: Die Spaltung der Welt (dokumentarische Drama-Serie, Regie: Olga Chajdas, Frank Devos mit Max Wagner, Lara Mandoki, Meriel Hinsching, Delia Mayer)[39]
- 2024: Mao - Chinas roter Kaiser (dokumentarische Serie, Regie: Annette Baumeister, Paul Wiederhold)[40]
- 2024: Kinder der Einheit (dokumentarische Serie, Regie: Anne Heimerl u. a. mit Nhi Le, Johannes Nichelmann, Valerie Schönian, Elina Penner, Friedrich Herrmann)[41]
- 2024: Warum verbrannte Oury Jalloh? (dokumentarische True Crime (Genre) Serie, Regie: Anna Herbst, Bence Máté u. a. mit Pagonis Pagonakis, Margot Overath, Jerzy Montag)[42]

## Sachbücher
- Gunnar Dedio, Jens Becker: Die letzten Henker. Das Neue Berlin, Berlin 2002, ISBN 3-360-00969-X.
- Gunnar und Florian Dedio: 14 – Tagebücher des Ersten Weltkriegs: Farbfotografien und Aufzeichnungen aus einer Welt im Untergang. Vorwort von Peter Englund. Bucher Verlag / BBC Books, München 2014, ISBN 978-3-7658-2041-0.
- Gunnar Dedio, Birgit Rasch: Ich. Erich Mielke. Das Buch zum Kinofilm. Sutton Verlag, Erfurt 2015, ISBN 978-3-95400-555-0.

## Auszeichnungen (Auswahl)
- 2025: drei Mal nominiert für Grimme-Preis 2025 (für Die Spaltung der Welt, Mein Traum. Meine Geschichte, Warum verbrannte Oury Jalloh?)[43][44]
- 2024: Prix Jeunesse (für Mein Traum. Meine Geschichte)[45]
- 2024: nominiert für Goldener Spatz (für Mein Traum. Meine Geschichte)[46]
- 2022: nominiert für Grimme-Preis 2022 (für Krieg vor Gericht - Die Jugoslawien-Prozesse)[47]
- 2021: Deutsch-tschechischer Journalistenpreis (für Vertreibung. Odsun. Das Sudetenland)[48]
- 2021: Jane Mercer Footage Researcher of the Year Award der FOCAL International Awards (für Afghanistan. Das verwundete Land)[49]
- 2021: Grimme-Preis 2021 (für Afghanistan. Das verwundete Land)[50]
- 2021: nominiert für Grimme-Preis 2021 (für Colonia Dignidad – Aus dem Innern einer deutschen Sekte)[51]
- 2021: nominiert für  Rockie Award 2021 (für Afghanistan. Das verwundete Land)[52]
- 2020: nominiert für Realscreen Awards 2021 (für Afghanistan. Das verwundete Land)[53]
- 2020: nominiert für Rose d’Or (für Afghanistan. Das verwundete Land)[54]
- 2020: nominiert für The Buzzies – by WCSFP (für Afghanistan. Das verwundete Land)[55]
- 2020: Preis der Deutschen Akademie für Fernsehen (für Colonia Dignidad – Aus dem Innern einer deutschen Sekte)[56]
- 2020 TICFF Award in der Kategorie „TV/Web Program“ (für Der Krieg und ich)[57]
- 2020: Deutscher Hörfilmpreis (für Der Krieg und ich)[58]
- 2020: Prix Jeunesse (für Der Krieg und ich)[59]
- 2019: nominiert für die International Kids Emmy Awards (für Der Krieg und ich)[60]
- 2019: nominiert für Japan Prize (für Der Krieg und ich)[61]
- 2019: Der weiße Elefant (für Der Krieg und ich)[62]
- 2019: Civis – Europas Medienpreis für Integration in der Kategorie „Unterhaltung“ (für Krieg der Träume)[63]
- 2019: nominiert für Banff World Media Festival Rockie Awards (für Der Krieg und ich)[64]
- 2019: nominiert für Deutsch-Französischer Journalistenpreis (für Krieg der Träume)[65]
- 2019: nominiert für Grimme-Preis (für Krieg der Träume)[66]
- 2018: Goldener Spatz (für Der Krieg und ich)[67]
- 2015: Prix Italia, Special Mention for International TV Coproduction (für 14 – Tagebücher des Ersten Weltkriegs)
- 2014: Robert-Geisendörfer-Preis (für 14 – Tagebücher des Ersten Weltkriegs)[68]
- 2014: nominiert für Deutscher Fernsehpreis (für 14 – Tagebücher des Ersten Weltkriegs)[69]
- 2014: nominiert für Japan Prize (Contest for educational Media) in der Kategorie „Continuing Education“ (für 14-Diaries of the Great War)[70]
- 2014: nominiert für Japan Prize (Contest for educational Media) in der Kategorie „Youth“ (für Small Hands in a Big War)[70]
- 2005: Grimme-Preis (für Damals in der DDR)[71]
- 2004: Hans-Klein-Medienpreis (für Damals in der DDR)
- 2003: Romy TV-Award (für Checkmate – The superpowers behind the Rumanian revolution)
- 2000: Axel Springer Preis (für Fit for Jesus)